# Будьків
Бу́дьків — село в Україні, у Львівському районі Львівської області. Населення становить 549 осіб. Орган місцевого самоврядування — Давидівська сільська рада.

## Населення
За даними всеукраїнського перепису населення 2001 року, у селі мешкало 549 осіб. Мовний склад села був таким:
| Мова       | Число ос. | Відсоток |
| ---------- | --------- | -------- |
| українська | 549       | 100      |

## Церква
- Дерев'яна церква Воздвиження Чесного Хреста збудована у 1751 р. Поруч з церквою у 1781 р. було зведено дерев'яну дзвіницю. Споруди внесено до реєстру пам'яток архітектури національного значення за охоронними номерами 464/1 і 464/2. Адміністратор парафії - о. Василь Янів.

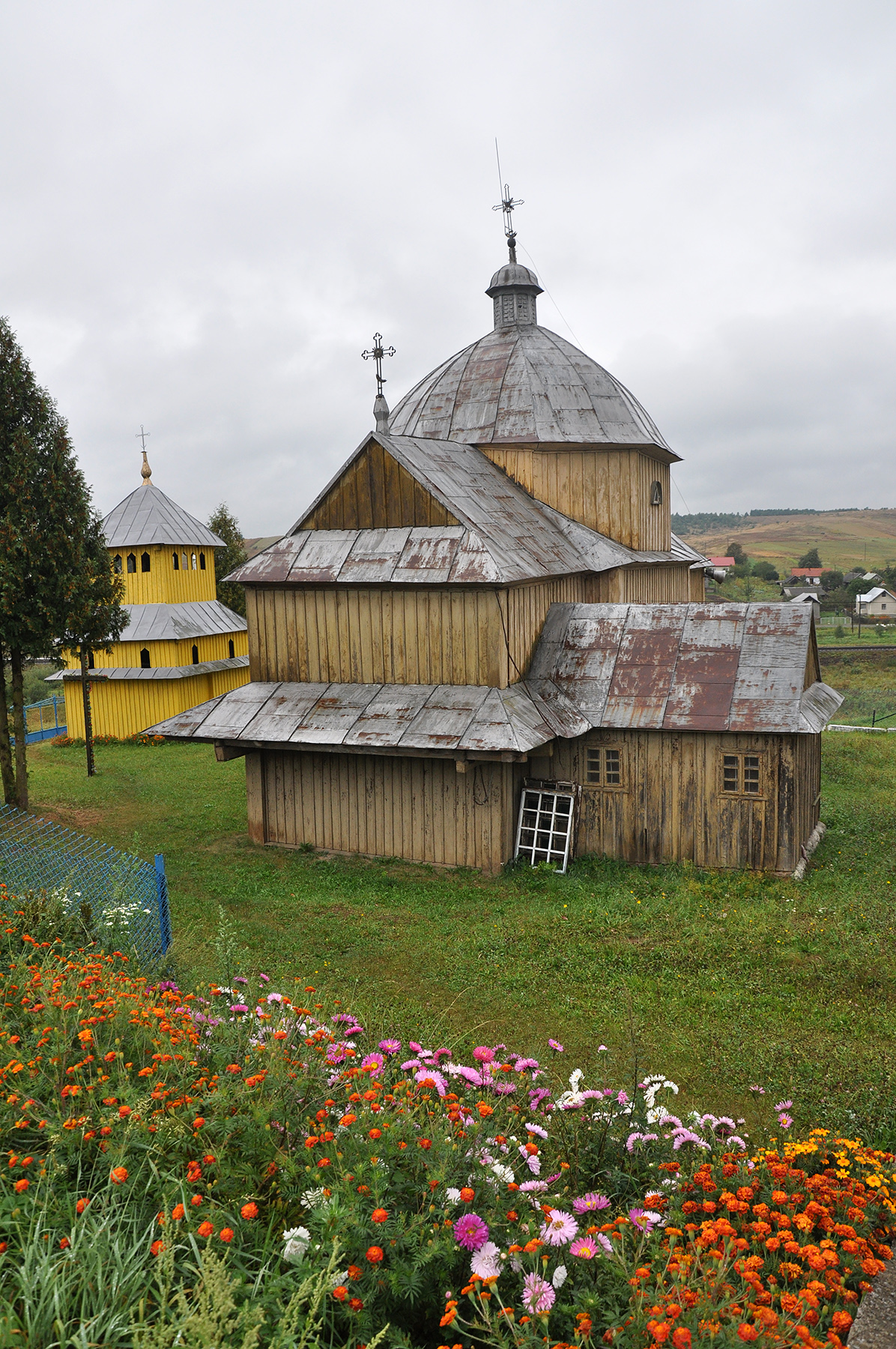
Церква Воздвиження Чесного Хреста
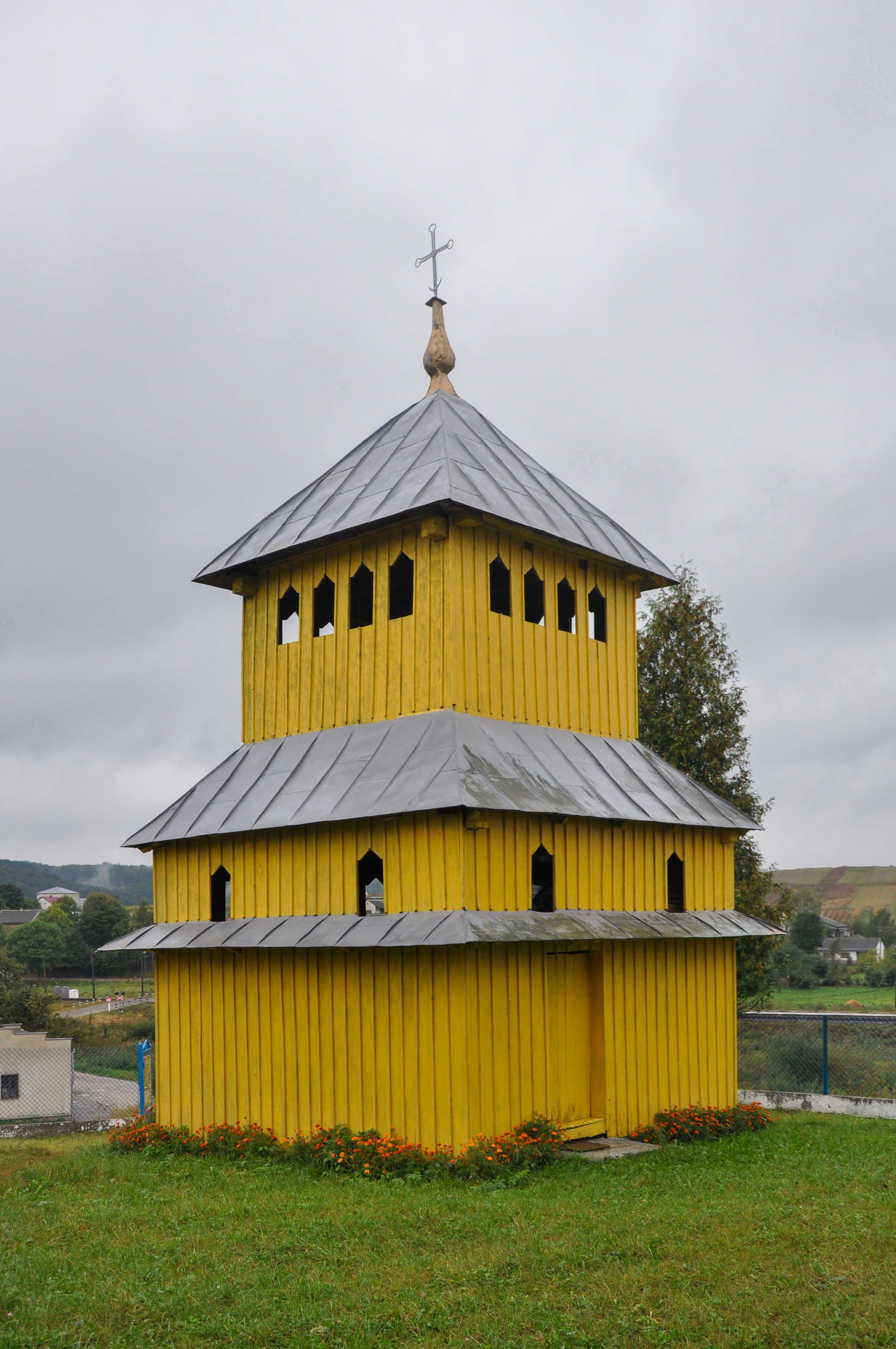
Дзвіниця церкви Воздвиження Чесного Хреста